# فاتس إيفرت
فاتس إيفرت هو سياسي أمريكي، ولد في 24 فبراير 1915 في يونيون سيتي في الولايات المتحدة، وتوفي في 26 يناير 1969 في ناشفيل في الولايات المتحدة. نشط حزبياً في الحزب الديمقراطي. وقد انتخب عضو مجلس النواب الأمريكي ‏.